# Heterolocha jinyinhuaphaga
Heterolocha jinyinhuaphaga är en fjärilsart som beskrevs av Chu 1982. Heterolocha jinyinhuaphaga ingår i släktet Heterolocha och familjen mätare. Inga underarter finns listade i Catalogue of Life.